# Вотлепъюган
Вотлепъюган (устар. Вотлеб-Юган) — река в России, протекает по территории Надымского района Ямало-Ненецкого автономного округа. Левый приток реки Марьяюган, впадает в неё на 8-м км от устья. Длина реки составляет 30 км.

## Данные водного реестра
По данным государственного водного реестра России относится к Нижнеобскому бассейновому округу, водохозяйственный участок реки — Надым. Речной бассейн реки — Надым.
Код объекта в государственном водном реестре — 15030000112115300050736.